# Space Dogs
Space Dogs  (in russo Белка и Стрелка. Звёздные собаки?, Belka i Strelka. Zvezdnye sobaki) è un film d'animazione del 2011 diretto da Inna Evlannikova e Svjatoslav Ušakov.
Pellicola di produzione russa in computer grafica 3D, il cui titolo tradotto letteralmente significa Belka e Strelka cani stellari. 

## Trama
Alla Casa Bianca un cucciolo regalato dal premier sovietico Nikita Chruščëv al presidente statunitense John Fitzgerald Kennedy, racconta ad altri cani la storia di sua madre Belka, uno dei primi esseri viventi lanciati nello spazio ad aver fatto ritorno sulla Terra.
Mosca, 1960. Numerosi cani randagi vengono prelevati dai canili e portati in un posto segreto, il cosmodromo di Bajkonur nel Kazakistan. Lì si incontrano la randagia Strelka ed una più fortunata Belka, prelevata da un circo.
I due cani si troveranno coinvolti nel programma spaziale sovietico, che prevede un duro addestramento insieme ad altri animali.
Assistiti da un fiero e marziale pastore tedesco Kezbek, di cui Belka è innamorata, i due sfidano dei tronfi e malevoli molossi, ma con la forza di volontà e la solidarietà, inclusa quella del buffissimo ratto Venya, riusciranno a sbaragliare i rivali e finalmente salire sulla capsula Sputnik 5, accompagnati da uno stuolo di quaranta topolini ed un ospite a sorpresa.

## Seguito
Un secondo film intitolato Space Dogs - Avventura sulla luna è uscito negli Stati Uniti il 26 agosto 2016 e in Italia il 13 novembre 2017 su K2.

## Serie TV
La serie televisiva Space Dogs Family è stata distribuita in Italia a partire dal 10 aprile 2017 su Frisbee.